# 旺图斯
旺图斯（法語：Ventouse，法語發音：[vɑ̃tuz]）是法国夏朗德省的一个市镇，属于孔福朗区。

## 地理
旺图斯（45°54'12"N, 0°19'32"E）面积10.15 平方千米，位于法国新阿基坦大区夏朗德省，该省份为法国西部内陆省份，北起德塞夫勒省和维埃纳省，东临上维埃纳省，东南至多尔多涅省，南至多爾多涅省，西接滨海夏朗德省。
与旺图斯接壤的市镇（或旧市镇、城区）包括：索内特河畔博略、塞勒弗鲁安、库蒂尔、圣弗龙、圣叙尔皮斯-德吕费克、瓦朗克。

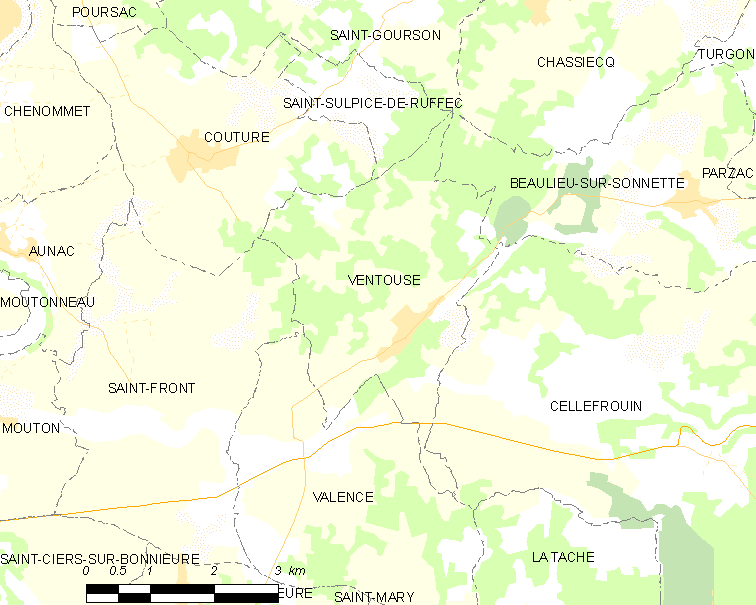
旺图斯的OSM定位图

旺图斯的时区为UTC+01:00、UTC+02:00（夏令时）。

## 行政
旺图斯的邮政编码为16460，INSEE市镇编码为16396。

## 政治
旺图斯所属的省级选区为布瓦克斯-芒卢瓦县。

## 人口

1962-2008年间旺图斯人口变化图示

旺图斯于2022年1月1日时的人口数量为121人。